# Schlierbach (França)
Schlierbach é uma comuna francesa na região administrativa de Grande Leste, no departamento Alto Reno. Em 2010 a comuna tinha 1 285 habitantes (densidade: 108,9 hab./km²).